# Bützfleth
Das bis 1972 selbständige Kirchspiel Bützfleth ist heute eine Ortschaft der Hansestadt Stade. Es liegt an der Unterelbe im Landkreis Stade im Bundesland Niedersachsen.

## Geografie
Im Norden grenzt Bützfleth an den Ortsteil Barnkrug der Gemeinde Drochtersen und im Süden an die Ortsteile Götzdorf und Schnee. Der Ort bezeichnet sich auch als das Tor zu Kehdingen.
Bützfleth ist mit 1,6 m unter bis 1,8 m über NHN je nach Teil des Dorfes einer der tiefst gelegenen Orte Deutschlands (insbesondere Bützflethermoor).
Verwaltungsmäßig zugehörige Ortsteile sind Depenbeck im Nordwesten, Kreuel im Norden, Abbenfleth im Nordosten, Götzdorf im Süden, Götzdorfer Moor im Südwesten und Bützflethermoor im Westen.

## Geschichte
Die erste urkundliche Erwähnung von Buttesvlethe findet sich Anfang des 12. Jahrhunderts in einer Schenkung von Bützflether Ländereien an das Kloster Harsefeld, in der Zeit wird ebenso eine Kapelle erwähnt, deren Gründung man auf das Jahr 1050 schätzt. Funde belegen jedoch eine chaukisch-sächsische Besiedlung des Gebietes bereits im 1. Jahrhundert, woran auch die Urne im Wappen erinnern soll.
Das Dorfleben war in den vergangenen Jahrhunderten wesentlich durch die Unterelbe bestimmt, viele Familien hatten Verbindung zur Schifffahrt. Auf den fruchtbaren Marschböden im Überflutungsgebiet des Urstromtals der Elbe wird außerdem viel Landwirtschaft betrieben, hauptsächlich Obstanbau. Bei der schweren Sturmflut von 1962 wurden Teile von Bützfleth überschwemmt.
Die Entscheidung zur Ansiedlung von Industrie Ende der 1960er Jahre führte am 1. Juli 1972 zur Eingemeindung in die Stadt Stade zum nunmehrigen Ortsteil Stade-Bützfleth. Durch die Industrieansiedlung kamen in den nächsten Jahren viele türkische Gastarbeiter nach Bützfleth, die – nun oft schon in der zweiten oder dritten Generation – mit ihren Familien fester Bestandteil des Bützflether Lebens geworden sind, nicht weit von der Nicolai-Kirche gibt es inzwischen eine Moschee vom türkisch-islamischen Kulturverein Diyanet.
Im Zuge der Globalisierung verlor die Seefahrt in den letzten Jahrzehnten für Bützfleth immer mehr an Bedeutung. Der Strukturwandel in der Landwirtschaft führte von kleinen Betrieben zu größeren Einheiten. Beides führte – nicht nur in Bützfleth – zu einer Freisetzung von Arbeitskräften, die teilweise in der Industrie Arbeit fanden. Die ursprüngliche Durchmischung der Ortschaft mit Landwirtschaft, Gewerbe, Schifffahrt, Handwerk und Kleingewerbe änderte sich hin zu einer immer stärker werdenden Wohnnutzung in allen Ortsteilen. Bützfleth entwickelte sich mehr und mehr zu einem Vorort von Stade. Das Kerngebiet des Dorfes wurde im Laufe der Jahre durch Erschließung weiterer, dem Wohnen dienender Neubaugebiete erheblich erweitert.
Nach der Stilllegung des direkt benachbarten Kernkraftwerks Stade, der Schließung der 130 Jahre alten Saline im Jahr 2003 und des VAW/Hydro Aluminium-Werks Ende 2006 ist die weitere Entwicklung des Industriegebietes ungewiss, die Situation der vielen ehemaligen Zulieferfirmen und die Arbeitsmarktlage schwierig.

## Politik

### Ortsrat
Der Ortsrat besteht aus 15 Mitgliedern. Bei der Kommunalwahl 2006 entfielen acht Sitze auf die CDU, sechs auf die SPD und erstmals seit rund dreißig Jahren ein Sitz auf die FDP. Im Verlauf der Wahlperiode verließen je ein Ratsmitglied die CDU-Fraktion sowie die SPD-Fraktion und bildeten gemeinsam die neue Fraktion der Wählergemeinschaft Bützfleth. Nach der Kommunalwahl im Jahr 2021 verteilen sich die Sitze im Ortsrat wie folgt:
- CDU: 7 Sitze
- SPD: 4 Sitze
- Wählergemeinschaft Bützfleth: 3 Sitze
- FDP: 1 Sitz

### Ortsbürgermeister
Bis November 2010 bekleidete Wolfgang Rust (CDU) das Amt des Ortsbürgermeisters. Nach dessen Rücktritt wurde sein bisheriger Stellvertreter Sönke Hartlef (CDU) von den Mitgliedern des Ortsrates zu seinem Nachfolger gewählt. Neuer stellvertretender Ortsbürgermeister wurde daraufhin Manfred Ehler (SPD). 2016 wurde Hartlef wiedergewählt.
Seit 2019 ist Christoph von Schassen (CDU) der Ortsbürgermeister von Bützfleth, der das Amt von Hartlef übernahm, nachdem dieser die Wahl zum Amt des Bürgermeisters der Hansestadt Stade gewann. Bei der Kommunalwahl 2021 wurde von Schassen wiedergewählt.

### Themen
Viel diskutierte politische Themen:
- die Elbquerung der Autobahn A 20 westlich von Hamburg (zunächst als A 22 geplant) mit Anschluss an die A 26: „Viele wollen sie, keiner will sie vor seiner Haustür“
- die Schließung/Erhaltung des Bützflether Freibads, zu dessen Bau und Unterhaltung die Stadt Stade sich im Rahmen der Eingemeindung 1972 verpflichtet hatte
- die Einführung einer Durchleitungsgebühr für Regenwasser, das durch Rohre der Stadt in das jahrhundertealte Entwässerungssystem des Bützflether Schleusenverbands geleitet wird, zur Sanierung des maroden Leitungssystems in der Stader Altstadt
- Erweiterung des in Bützfleth gelegenen Seehafens Stade durch die Hamburger Firma Buss Ports + Logistics (inzwischen erfolgt)
- Bau eines Kohlekraftwerkes auf dem Gelände des ehemaligen VAW/Hydro Aluminium-Werks (zwischenzeitlich aufgegeben)
- Bau einer Müllverbrennungsanlage im Industriegebiet (zwischenzeitlich aufgegeben)
- Bau eines festen LNG-Terminals und eines temporären LNG-FSRU-Anlegers.
- Bau einer Altholz-Verbrennungsanlage an Stelle der Müllverbrennungsanlage.

## Wirtschaft und Infrastruktur

Verkehr auf dem Obstmarschenweg in Bützfleth

Durch Bützfleth führt als Hauptstraße die L 111, der so genannte Obstmarschenweg, der sich quer durch das Alte Land als L 140 fortsetzt und die Obstanbaugebiete an der Unterelbe verbindet. Bützfleth ist über eine regelmäßig verkehrende Überland-Buslinie der KVG sowohl mit Stade als auch mit Kehdingen verbunden. Nächstgelegener Bahnhof ist Stade. Die schmalspurige Kehdinger Kreisbahn, die Bützfleth mit Stade und Itzwörden (Oste) verband, wurde bereits 1936 stillgelegt und restlos demontiert. Das Industriegebiet ist jedoch mit dem Schienennetz der Deutschen Bahn verbunden.
Über den Seehafen Bützfleth und den Sportboothafen Abbenfleth besitzt der Ort eine direkte Anbindung an die Unterelbe und damit an die weltweit agierende Schifffahrt.
Zur Infrastruktur in dem teilweise unter dem Meeresspiegel gelegenen Land müssen auch die Entwässerungssysteme von Marsch und Moor gezählt werden: Der Bützflether und der Schölisch-Götzdorfer Schleusenverband betreiben ein System von Wettern, Landern und Kanälen, in Bützfleth Flethe genannt, mit Pumpstationen, die Wasser über Siele durch den Deich in die Elbe ableiten. In dieses Entwässerungssystem hinein geben Gräben und Grüppen das von den Feldern, Wiesen, Weiden und Obsthöfen abfließende Oberflächenwasser. Die Gräben und Grüppen gliedern die Landschaft zur typischen Marschbeetstruktur, oft in Form von Wölbäckern. Die Flethe prägen das Ortsbild und auch der Alte Landesschutzdeich, der gleichzeitig die natürliche Grenze zwischen der Wohnbebauung und der gewerblich/industriellen Nutzung des ehemaligen Außendeichs und des Bützflether Sandes darstellt.
Die Freiwillige Feuerwehr Bützfleth (eine Stützpunktfeuerwehr) wurde bereits 1877 gegründet.
Das Deutsche Rote Kreuz ist mit dem DRK-Ortsverein Bützfleth in der Ortschaft vertreten und ist neben dem Bereitschaftsdienst und der Seniorenbegegnungsstätte auch im Jugendrotkreuz tätig.
Die nächste Polizeiwache und das nächste Krankenhaus befinden sich in Stade, es gibt in Bützfleth allerdings Arztpraxen.
Das Abbenflether Sperrwerk bei Bützfleth liegt an der Mündung der Bützflether Süderelbe in die Elbe. Es schützt, zusammen mit dem Schwinge Sperrwerk und dem neuen, deutlich höheren Elbdeich sowohl die Wohngebiete als auch das Industrierevier vor Katastrophen durch Sturmfluten, wie sie 1962 und 1976 zu verzeichnen waren.

### Industrie und Gewerbe

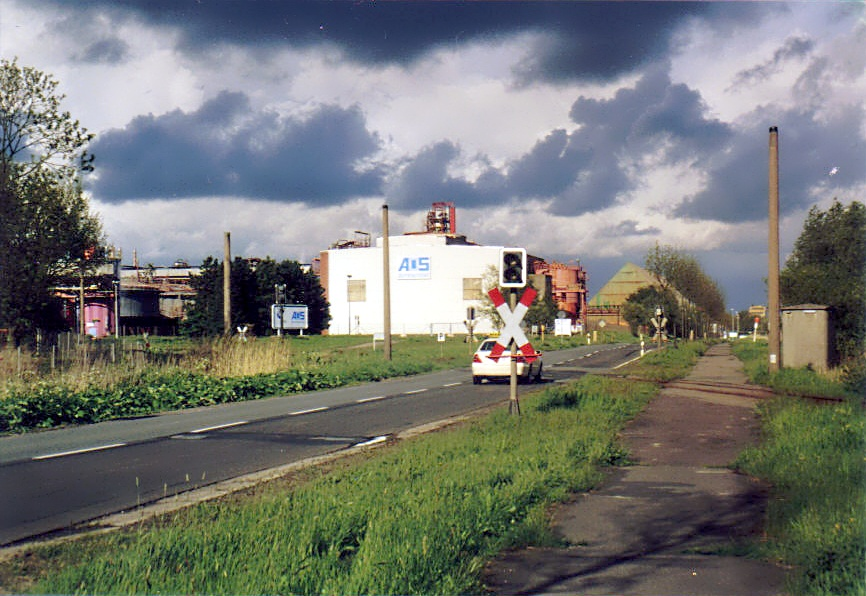
Aluminium Oxid Stade

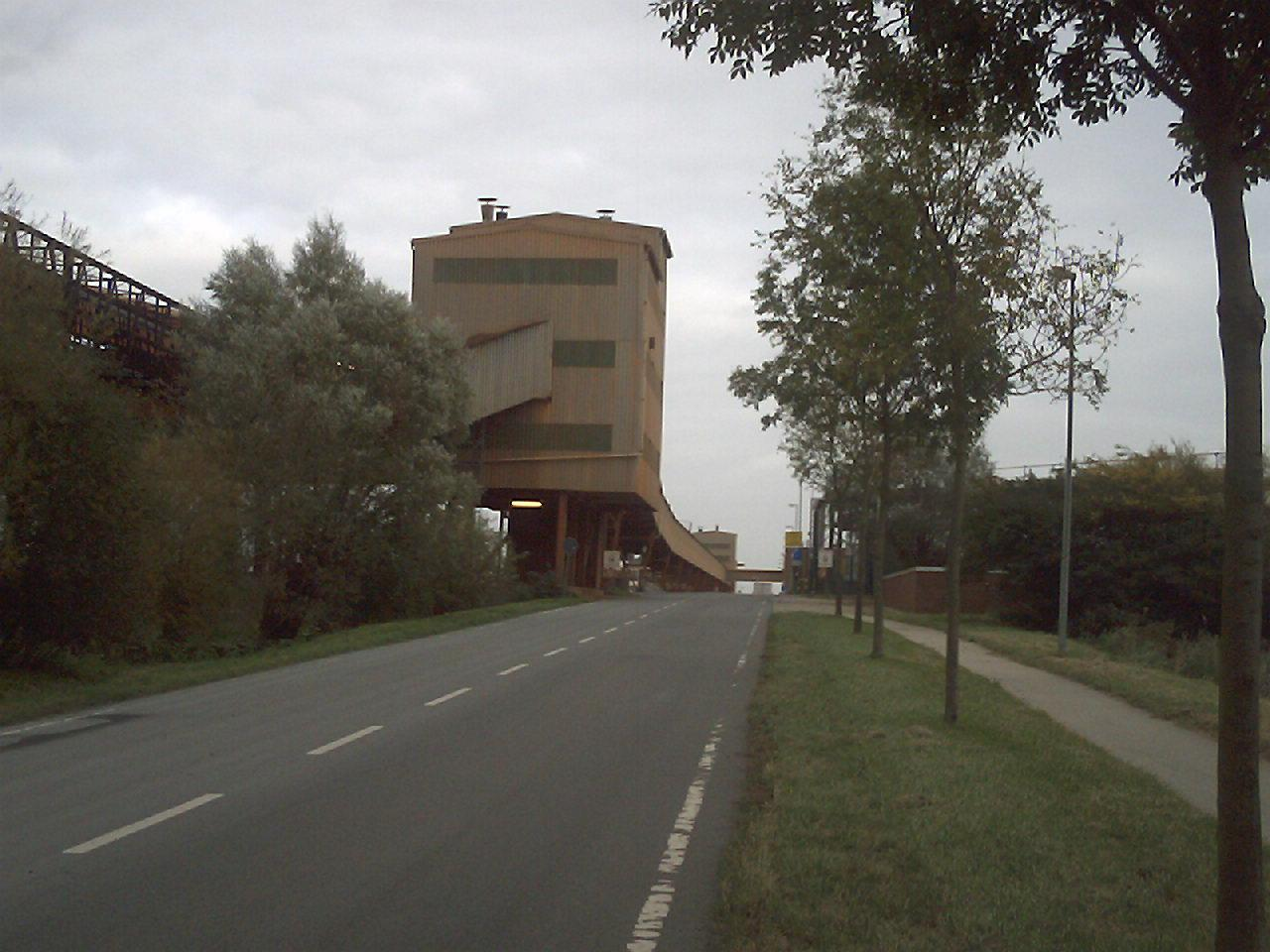
Einfahrt zum Bützflether Industriehafen

Der in Bützfleth gelegene Seehafen Stade ist der (vom Umschlag her) neuntgrößte Seehafen Deutschlands, in dem 2016 5,7 Mio. t Seegüter umgeschlagen wurden, davon 3,05 Mio. t feste Massengüter und 2,65 Mio. t flüssige Massengüter. Im Jahr 2015 wurden hier 5,85 Mio. t Güter umgeschlagen, davon 3,16 Mio. t feste und 2,68 Mio. t flüssige Massengüter. Der Hafen wurde 1972 eröffnet, seitdem erweitert und kann bei einer Wassertiefe von 10,4 m Schiffe bis zu 150 m Länge aufnehmen. Der südliche Hafen wird derzeit erweitert um den Liegeplatz für LNG-Tankschiffe.
Auf dem Industriegelände im Osten (Bützflether Sand) sind die Firmen Dow Chemical und Aluminium Oxid Stade (AOS) sowie eine Reihe weiterer Lieferanten und Dienstleister ansässig. Das ehemalige Aluminiumwerk der VAW wurde 2003 durch den norwegischen Großkonzern Hydro Aluminium aufgekauft und Ende 2006 stillgelegt (laut Hydro aufgrund zu hoher Strompreise) und teilweise abgerissen. Der Rest wurde abgewickelt, die Mitarbeiter wurden vorübergehend in der Transfergesellschaft Unterelbe aufgefangen. Im direkt südlich angrenzenden Industriegebiet um die Schwingemündung wurde 2003 das Kernkraftwerk Stade, und (vermutlich im direkten Zusammenhang damit) die Saline geschlossen, so dass sich ein großes brachliegendes Industriegebiet ergeben hat. Die neue Nutzung dieses Gebietes wird zurzeit diskutiert.
Das Hamburger Unternehmen Buss Group (Buss) hat den Seehafen Bützfleth weiter ausgebaut. Es ist ein Umschlag von rund 1 Mio. t Gütern geplant. Außerdem wird das neue Terminal in der Lage sein, 60.000 Container pro Jahr umzuschlagen.

### Bildung
Im alten Zentrum der Ortschaft befindet sich eine Kindertagesstätte mit fünf Gruppen (Stand 2025) für Kinder zwischen 1 und 6 Jahren. Der Kindergarten brannte im April 2007 vollständig aus, wurde aber zügig wieder hergestellt und kann uneingeschränkt genutzt werden. Derzeit (2025) wird der Kindergarten, im gegenüberliegenden ehemaligen Dorfgemeinschaftshaus, für weitere Gruppen von Kindern erweitert.
Ebenfalls im alten Zentrum der Ortschaft steht die ehemalige Mittelpunktschule, heute „Grundschule am Fleth“ in direkter Nachbarschaft zur St. Nikolai-Kirche. Sie nimmt nur noch Grundschüler aus allen Ortsteilen auf. Weiterführende Schulen finden sich in Stade oder Drochtersen: Gymnasium Athenaeum, Vincent-Lübeck-Gymnasium, Realschule Camper Höhe sowie als kooperative Gesamtschule die Elbmarschen-Schule in Drochtersen.

### Religion

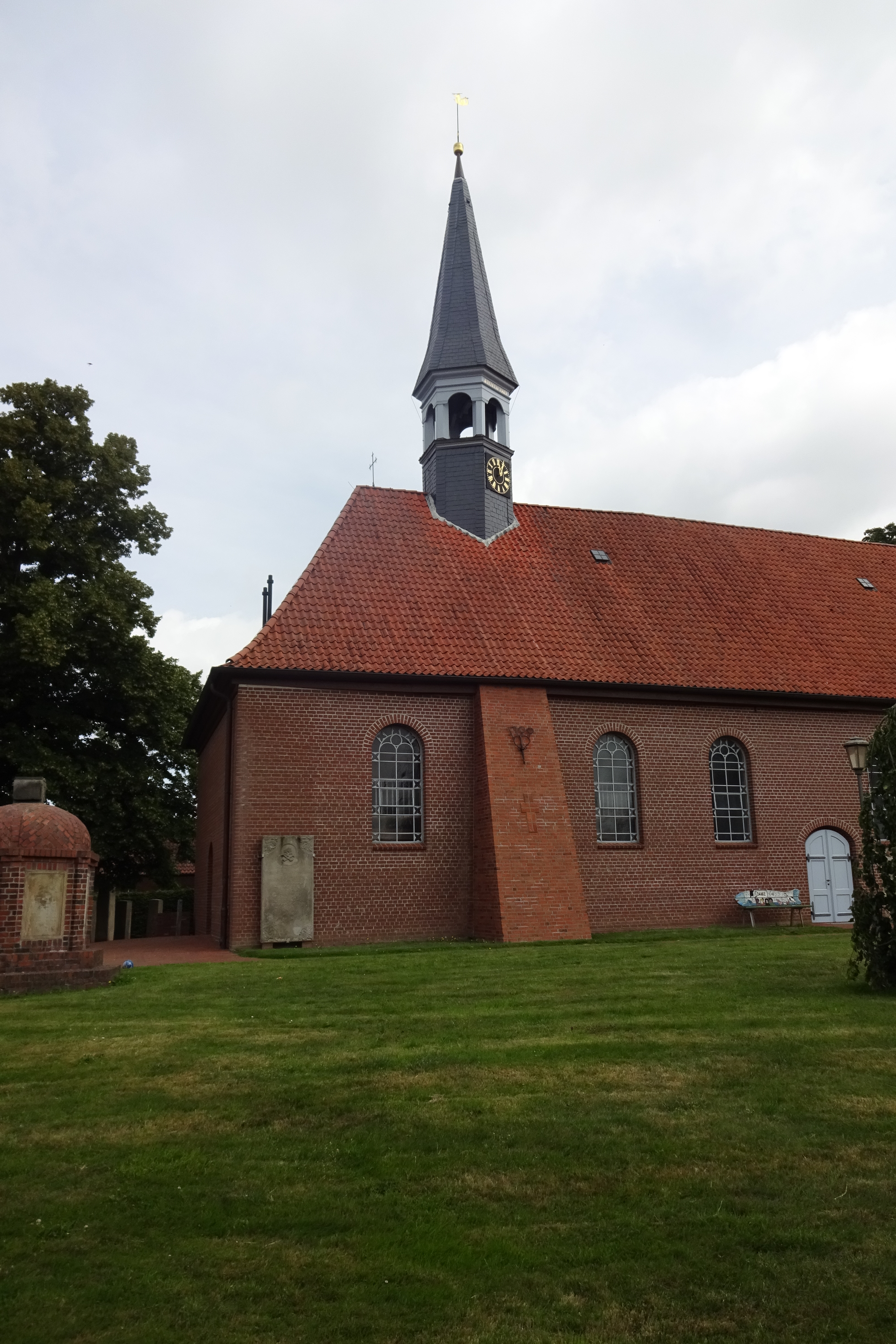
Kirche in Bützfleth

Die Geschichte der St.-Nicolai-Kirche in Bützfleth geht vermutlich auf eine erste Kapelle im elften Jahrhundert zurück. Nach vollständigem Verfall gab es zahlreiche Sanierungen und Erweiterungen. Pastorin der evangelischen Kirchengemeinde St. Nicolai war Heike Kehlenbeck, derzeit (2025) Vakanzvertretung. In den Sommermonaten ist die Kirche zusätzlich zu den obligatorischen Gottesdiensten am Sonntag an mehreren Tagen zwischen 14:00 und 16:00 Uhr geöffnet. Dann können Besucher das Wandkruzifix aus dem 13. Jahrhundert, den Taufstein, vermutlich 16. Jh., die Kanzel 1682 und anderes mehr besichtigen und natürlich auch den eigenen Gedanken und Gefühlen nachhängen.
Nicht weit davon entfernt hat der türkisch-islamische Kulturverein Mitte der 1990er Jahre im ehemaligen Sparkassengebäude am Obstmarschenweg eine Moschee eingerichtet.

## Freizeit

### Bademöglichkeiten
In Bützfleth gibt es ein beheiztes Freibad (in der Regel geöffnet von Mai bis September) und nordöstlich von Bützfleth (in Abbenfleth) einen langen Strand hinter dem Deich.
Das Freibad wird seit 2006 von einem privaten Trägerverein betrieben, der die Schließung durch die Stadt Stade abwendete.
Aktuell befindet sich eine ausführliche Sanierung des Freibades in der Planung, da die Technik nach über 40 Jahren an ihre Grenzen stößt.(2025)

### Kinder
Über den Ort verteilt existieren vier Spielplätze. Außerdem gibt es in Bützfleth einen Spielkreis und eine Kindertagesstätte.

### Veranstaltungen und Märkte
Am dritten Wochenende im August findet in Bützfleth das jährliche Schützenfest statt, zur Vorweihnachtszeit in der Festung Grauerort ein Weihnachtsmarkt. Sie wird zudem für weitere Veranstaltungen, beispielsweise Flohmärkte, kleinere Festivals und Konzerte genutzt.

### Sport
In Bützfleth gibt es einen Sportverein, den TuSV Bützfleth, der schon 1906 als Männerturnverein Bützfleth gegründet wurde. Der TuSV bietet eine ganze Reihe von Sportarten an: Fußball, Handball, Tennis, Tischtennis, Rehasport, Lauftreff, Gymnastik, Integrationssport, Rollstuhlsport und Judo.
Seit 2005 kooperiert die Handballsparte des TuSV mit dem TVG Drochtersen aus Drochtersen in Form der HSG Bützfleth/Drochtersen.
Das Sportzentrum in Bützfleth besteht aus einer kleinen und einer großen Sporthalle, Fußballplätzen, einem Freibad mit 25-m-Bahnen und Sprungturm sowie Tennisplätzen. Zudem verfügt die Schule in Bützfleth über eine eigene kleine Sporthalle und einen Fußballplatz.
Ferner gibt es seit 1959 den Schützenverein Bützfleth, der in der Schützenhalle, Kirchstraße 11 beheimatet ist und verschiedene Arten von Schießsport, Blasrohrschießen und eine Darts Abteilung anbietet.

## Persönlichkeiten
- Ernst Friedrich Wyneken (1840–1905), evangelischer Theologe, Pädagoge, Schriftsteller, Philosoph und Sozialpolitiker
- Nicolaus Dreyer (1921–2003), Unternehmer und Politiker, Mitglied des Niedersächsischen Landtages und des Deutschen Bundestages
- Gerd Bahr (* 1933), Lehrer und niederdeutscher Autor; lebt in Bützfleth